# Bosc-le-Hard
Bosc-le-Hard är en kommun i departementet Seine-Maritime i regionen Normandie i norra Frankrike. Kommunen ligger i kantonen Bellencombre som tillhör arrondissementet Dieppe. År 2022 hade Bosc-le-Hard 1 589 invånare.

## Befolkningsutveckling
Antalet invånare i kommunen Bosc-le-Hard
| Referens: INSEE |